# Tomishima Hitoshi
Hitoshi Tomishima (sinh ngày 1 tháng 6 năm 1964) là một cầu thủ bóng đá người Nhật Bản.

## Sự nghiệp câu lạc bộ
Hitoshi Tomishima đã từng chơi cho Yokohama Flügels và Fukuoka Blux.

## Thống kê câu lạc bộ

### J.League
| Đội              | Năm       | J.League | J.League | J.League Cup | J.League Cup | Tổng cộng | Tổng cộng |
| Đội              | Năm       | Trận     | Bàn      | Trận         | Bàn          | Trận      | Bàn       |
| ---------------- | --------- | -------- | -------- | ------------ | ------------ | --------- | --------- |
| Yokohama Flügels | 1992      | -        | -        | 9            | 2            | 9         | 2         |
| Yokohama Flügels | 1993      | 12       | 1        | 0            | 0            | 12        | 1         |
| Tổng cộng        | Tổng cộng | 12       | 1        | 9            | 2            | 21        | 3         |